# Manned Maneuvering Unit

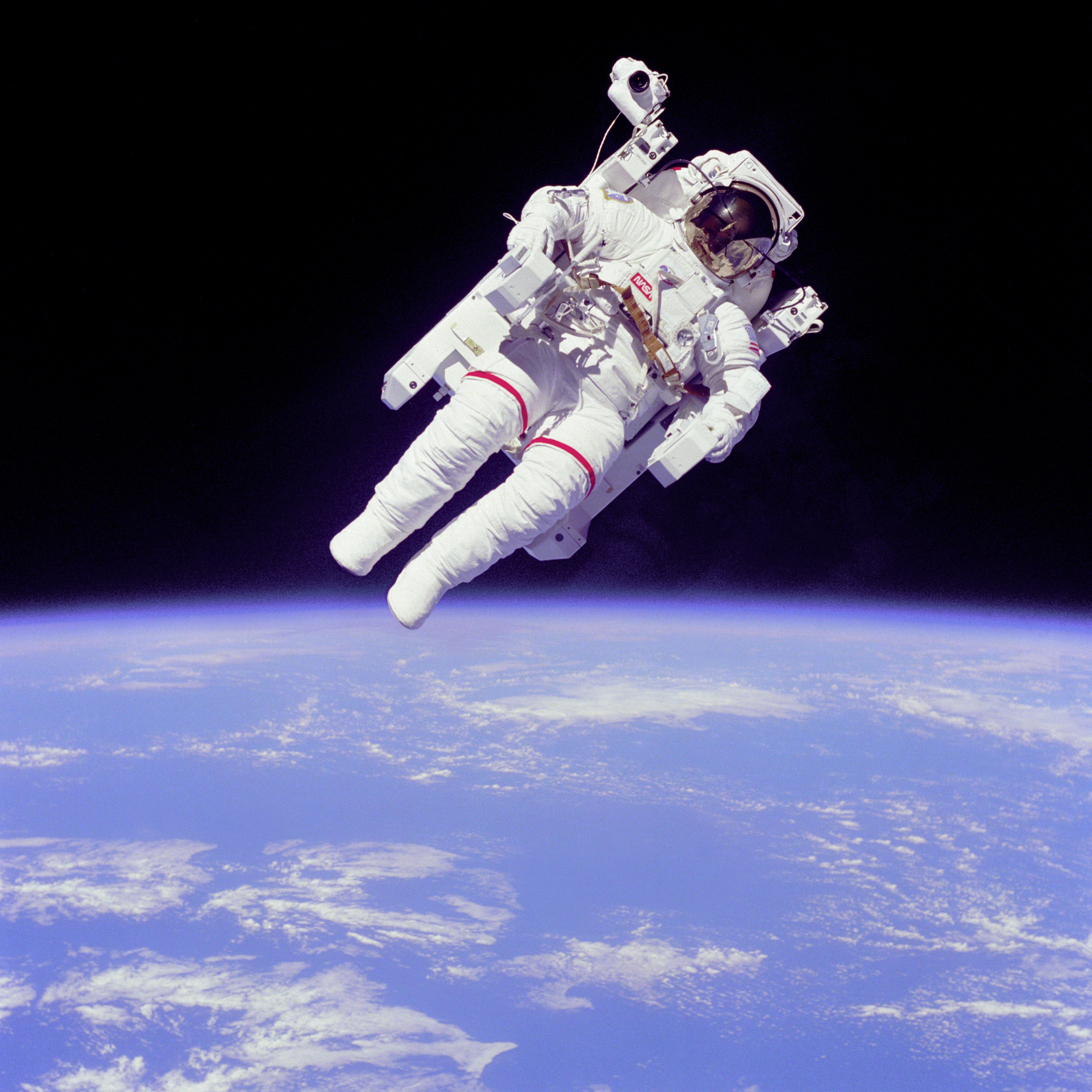
L'astronauta Bruce McCandless utilizza l'MMU

La Manned Maneuvering Unit (MMU) è un'unità di propulsione usata in tre missioni dello Space Shuttle Challenger nel 1984. La MMU ha permesso agli astronauti di eseguire attività all'esterno del veicolo (EVA) senza bisogno di cavi che ancorassero l'astronauta al veicolo spaziale (Untethered EVA). La MMU è stata usata per la cattura di due satelliti per la comunicazione difettosi: il Westar IV e il Palapa B2. Dopo la terza missione l'unità fu ritirata dal servizio. Un successore più piccolo, il SAFER (Simplified Aid for EVA Rescue: Aiuto semplificato per il salvataggio di astronauti in EVA), che è volato per la prima volta nel 1984, fu concepito per essere usato solo in casi di emergenza.

## Funzionamento
L'unità è concepita con dotazioni ridondanti in grado di fronteggiare l'eventualità di guasti ai sistemi. La MMU è stata progettata per contenere il sistema di supporto alla vita in uso nelle tute già in dotazione alla Shuttle (EMU-Extravehicular Mobility Unit). Durante il trasporto, e quando non è utilizzata, la tuta è stoccata in una postazione dedicata attaccata alla parete posteriore del ponte intermedio della navetta, vicino all'entrata dell'airlock. Per ogni missione venivano trasportate due unità, la seconda delle quali era posizionata sulla parete opposta rispetto alla prima. La tuta era controllata da due controller posizionati su due bracci estraibili, in modo da essere facilmente raggiungibili durante l'uso e occupare meno spazio possibile durante lo stoccaggio.
Per adattarsi alle diverse caratteristiche fisiche degli astronauti, i bracci potevano essere regolati in un range di 13 cm. L'unità era abbastanza piccola da poter essere manovrata facilmente attorno a strutture complesse. A pieno carico di propellente la MMU possedeva una massa circa 140 kg.
Per spostarsi nello spazio usava un getto di azoto gassoso. Due serbatoi di alluminio ricoperti di Kevlar contenevano 5,9 kg di azoto l'uno, propellente sufficiente per un EVA di circa 6 ore, tempo variabile a seconda della quantità di manovre eseguite. Il Δv tipico era di circa 25 m/s.
La tuta aveva 24 ugelli piazzati in posizioni diverse. Per utilizzarli, l'astronauta manovrava i controller collocati sui due bracci. Il controller di destra veniva usato per la rotazione, mentre quello di sinistra per lo spostamento traslazionale. La coordinazione dei due controller permetteva all'unità di compiere manovre complesse e intricate. Una volta raggiunto l'orientamento desiderato, l'astronauta poteva usare un autopilota per mantenerlo, in modo da avere le mani libere per lavorare.

## Storia
Nel 1966, la USAF sviluppò l'AMU (Astronaut Maneuvering Unit, unità per gli astronauti di manovra), uno "zaino a razzo" molto simile alla MMU. Era in programma di testare l'AMU durante il programma Gemini durante una EVA di Eugene Cernan durante la missione Gemini 9A il 5 giugno 1966. Tuttavia il test fu cancellato poiché Cernan, stanco e accaldato, sudava così abbondantemente che la visiera del suo elmetto si era appannata prima che potesse indossare l'AMU. Gli astronauti non avevano svolto del lavoro utile durante le EVA, se non per testare apparecchiature e procedure atte a l'EVA stessa, fino all'ultima missione Gemini: Gemini 12, ma quel volo non trasportava nessuna AMU. Poiché non c'era stato alcun bisogno di una untethered EVA durante le missioni Apollo e Skylab, l'idea ha dovuto aspettare il programma Shuttle, nonostante fossero stati testati molti dispositivi simili all'interno dello Skylab.
Le MMU sono state usate su tre missioni shuttle nel 1984. Il primo test è avvenuto durante la missione STS-41-B, dagli astronauti Bruce McCandless II e Robert Lee Stewart. Due mesi dopo, durante la missione STS-41-C, gli astronauti James van Hoften e George Nelson hanno tentato di usare la MMU per catturare il satellite Solar Maximum Mission e portarlo all'interno della stiva dell'orbiter per riparazioni e manutenzione. Il piano era di usare una MMU per agganciare il satellite e azzerarne la rotazione, in modo da permettere allo shuttle di avvicinarsi in sicurezza e assicurare il satellite nella stiva. Fallirono tre tentativi di agganciare il satellite poiché il dispositivo di aggancio usato non riusciva ad assicurare il satellite all'astronauta per via di un errore di progettazione. Questo portò all'elaborazione di un piano improvvisato: l'astronauta avrebbe usato una mano per tenere il satellite e coll'altra avrebbe annullato la rotazione. Il piano fallì, l'unico risultato fu quello di aumentare la velocità di rotazione del satellite; il satellite stava roteando fuori controllo e le batterie si stavano esaurendo, rischiando di danneggiare in modo irrimediabile il satellite. I direttori di volo dello SMM cominciarono a spegnere il maggior numero di sottosistemi non essenziali possibile, sperando che gli astronauti e il controllo missione riuscissero a trovare una soluzione. Alla fine gli ingegneri trovarono un modo per annullare la rotazione e permettere l'aggancio tramite il braccio robotico dello Shuttle. Le operazioni di manutenzione riuscirono alla fine ad aumentare la vita operativa del satellite.
La missione finale per le MMU fu la STS-51-A, che volò nel novembre del 1984. L'unità fu usata per recuperare due satelliti, il Westar VI e il Palapa B2, che non avevano raggiunto l'orbita corretta per un guasto nei sistemi di propulsione. Gli astronauti Joseph P. Allen e Dale Gardner catturarono i satelliti e li assicurarono nella stiva dell'orbiter per il ritorno sulla Terra.
A seguito di una verifica tecnica svoltasi dopo il disastro dello Space Shuttle Challenger la MMU fu giudicata troppo rischiosa per essere usata ed è stato notato che molte delle attività pianificate per essere svolte con delle MMU potevano essere svolte efficacemente con il braccio robotico dello Shuttle o EVA tradizionali (tethered). La NASA inoltre smise di usare lo Shuttle per contratti commerciali, e i militari smisero di utilizzare lo Shuttle, eliminando molti usi potenziali. Inoltre le MMU vennero viste come un aiuto naturale per la costruzione della ISS, ma con il loro ritiro la NASA sviluppò nuovi metodi con EVA tradizionali.
Le due unità operative, che hanno volato con il nome di MMU #2 e #3, furono stoccate dalla NASA in una camera bianca presso la Lockheed a Denver durante il 1998. La NASA spostò l'unità numero 3 al National Air and Space Museum nel 1998, la quale ora è sospesa sopra lo Space Shuttle Discovery. Nel 2013 l'unità numero 2 è stata esposta vicino allo Space Shuttle Atlantis nella sua nuova casa al Kennedy Space Center Visitor Complex.